# Stagno di Lo Ditor
Stagno di Lo Ditor este o arie protejată (arie specială de conservare — SAC, sit de importanță comunitară — SCI) din Italia întinsă pe o suprafață de 22 ha, integral pe uscat.

## Localizare
Centrul sitului Stagno di Lo Ditor este situat la coordonatele 45°50′54″N 7°33′53″E / 45.848333°N 7.564722°E.

## Înființare
Situl Stagno di Lo Ditor a fost declarat sit de importanță comunitară în iulie 2001 pentru a proteja 1 specie de animale. Situl a fost protejat și ca arie specială de conservare în februarie 2013.

## Biodiversitate
Situată în ecoregiunea alpină, aria protejată conține 8 habitate naturale: Mlaștini alcaline, Grohotișuri calcaroase și de șisturi calcaroase de la nivelul montan până la nivelul alpin (Thlaspietea rotundifolii), Izvoare petrifiante cu formare de travertin (Cratoneurion), Mlaștini turboase de tranziție și turbării mișcătoare, Pajiști alpine și subalpine calcaroase, Pajiști alpine și boreale, Pante stâncoase calcaroase cu vegetație casmofită, Păduri alpine de Larix decidua și/sau Pinus cembra.
La baza desemnării sitului se află o specie protejată de  păsări: buha (Bubo bubo)
Pe lângă speciile protejate, pe teritoriul sitului au mai fost identificate 5 specii de plante, 1 specie de amfibieni.